# همسایه‌ها (فیلم ۱۹۵۲)
همسایه‌ها (به فرانسوی: Voisins) فیلمی ضد جنگ و محصول سال ۱۹۵۲ میلادی است. این فیلم را نورمن مک‌لارن فیلمساز اسکاتلندی-کانادایی ساخته‌است.
همسایه‌ها با یکی از تکنیک‌های استاپ موشن به‌نام پیکسیلیشن ساخته‌شده که در آن از بازیگران واقعی به‌جای اشیا استفاده می‌شود. این فیلم در سال ۱۹۵۳ برندهٔ اسکار بهترین مستند کوتاه شده‌است.

## داستان
دو مرد در ۲ خانهٔ مقوایی در همسایگی هم زندگی مسالمت‌آمیزی دارند. زمانی که یک گل بین خانه‌های‌شان رشد می‌کند، آن‌دو بر سر مالکیت گل تا حد مرگ با هم می‌جنگند.